# Béla Kovács

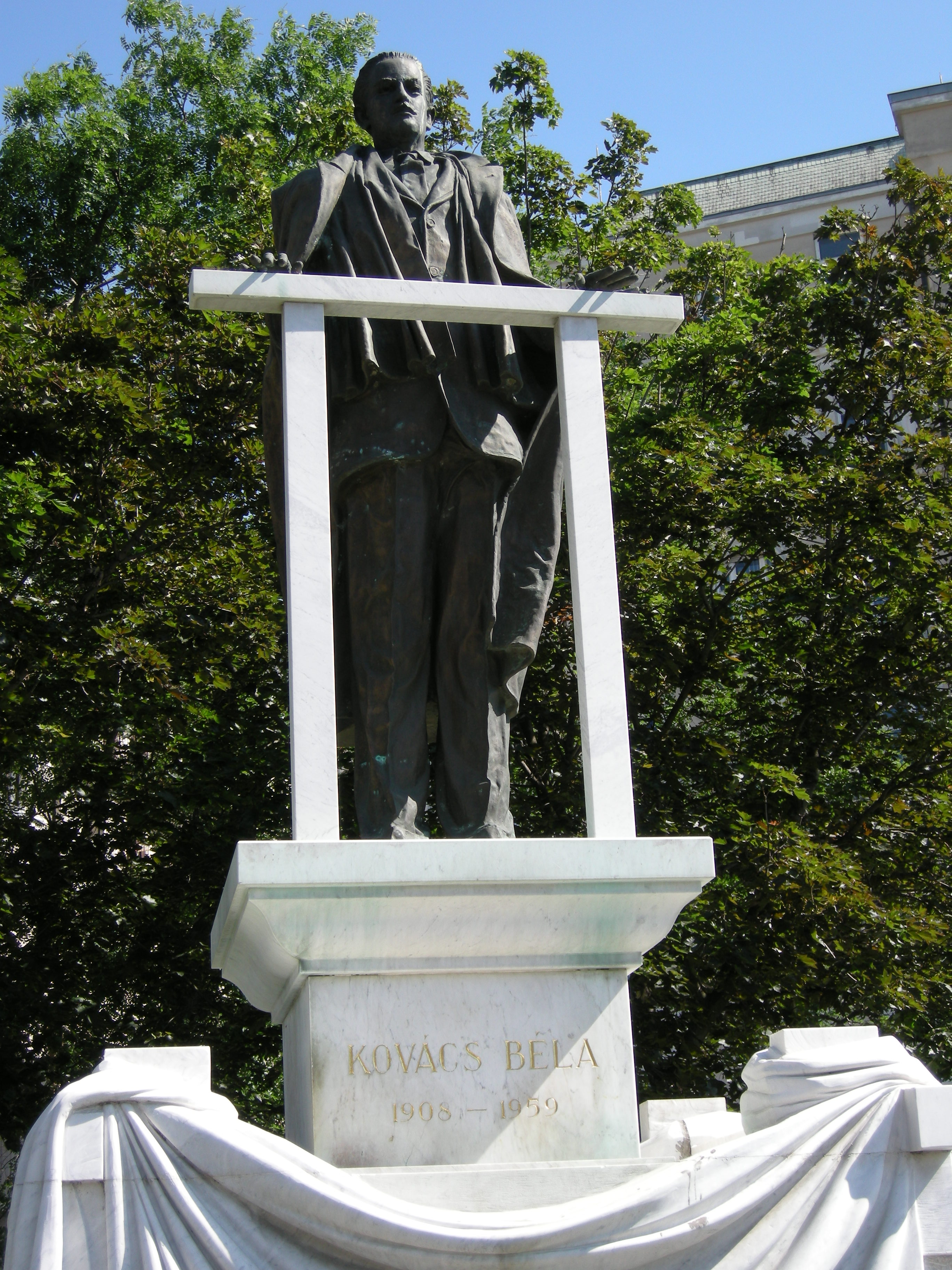
Staty av Béla Kovács i Budapest

Béla Kovács, född den 20 april 1908 i Patacs, Österrike-Ungern, död den 21 juni 1959 i Pécs, Ungern, var en ungersk politiker.

## Biografi
Kovács blev tidigt involverad i politiken och gick med i småbrukarpartiet (FKGP). Ledarna i partiet var främst medlemmar ur medelklassen och deras politiska åsikter varierade från liberaler till socialister.
I valet 1945 vann FKGP 57 procent av rösterna, medan det ungerska arbetarpartiet fick stöd av endast 17 procent. Den sovjetiske befälhavaren, marskalk Kliment Vorosjilov, i Ungern, som då var invaderat av ryssarna, vägrade emellertid FKGP att bilda regering. Istället etablerade han en koalitionsregering med kommunister på alla nyckelposter, och där Kovács blev jordbruksminister 1945–1946.
I valet 1947 blev kommunisterna största partiet och fick gradvis full kontroll över regeringen. År 1948 upphörde FKGP som självständig organisation och Kovács greps, anklagad för konspiration mot ockupationsstyrkorna. Han befanns skyldig och dömdes till livstids fängelse i Sibirien.
Kovács frigavs ur fängelset 1956 och samma år inledde fredliga studentdemonstrationer en revolt mot den sovjetiska ockupationsmakten och krävde införande av ”sann socialism”. Revolten slogs ned, men ledde till bildandet av en ny, kortvarig koalitionsregering under Imre Nagy i vilken Kovács ingick. Han förblev ledamot av ungerska parlamentet fram till sin död 1959.